# Nube de Hills

Imagen artística de la nube de Oort, la nube de Hills y el cinturón de Kuiper.

La nube de Hills (también llamada nube de Oort interior y nube Interior) es una hipotética región del sistema solar cuyo borde exterior se localiza a una distancia de 2 a 3×104 UA del Sol, y cuyo borde interior, no tan definido, está hipotéticamente localizado dentro las 100 y las 3000 UA,[cita requerida] mucho más allá de planetas y órbitas de objetos del cinturón de Kuiper, pero las distancias podrían ser mucho mayores. Si existe, la nube de Hills contiene aproximadamente 5 veces más cometas que la nube de Oort.
Los cometas de la nube de Oort están continuamente perturbados por su entorno. Un porcentaje importante de ellos deja el sistema solar o se adentra en el sistema interno. Por lo tanto se debería haber agotado el número de cometas hace mucho tiempo, pero no es así. La teoría de la nube de Hills hace referencia a la longevidad de la nube de Oort, al postular una zona densamente poblada en la región interior de Oort. Los objetos proyectados de la nube Hills es probable que terminen en la región clásica de la nube de Oort, manteniendo así la nube. Es probable que la nube de Hills sea la mayor concentración de cometas en todo el sistema solar.
La existencia de la nube de Hills es plausible, ya que se han encontrado muchos cuerpos. Sería más gruesa que la nube de Oort
 pero mucho más pequeña. La interacción gravitacional con las estrellas más cercanas y los efectos de marea de la galaxia han dado órbitas circulares a los cometas en la nube de Oort, que no se ve en el caso de los cometas en la nube de Hills. La masa total de la nube de Hills es desconocida, algunos científicos creen que sería más masiva que la nube de Oort.

## Formación
Muchos científicos piensan que la nube de Hills nació de un estrecho encuentro (800 UA) entre el Sol, y otra estrella dentro de los primeros 800 millones de años del sistema solar, lo que podría explicar la órbita excéntrica de (90377) Sedna, que no debería estar donde está, sin influencia de Júpiter, ni de Neptuno, ni de los efectos de marea. Es posible que la nube de Hills sea "más joven" que la nube de Oort. Solo (90377) Sedna tiene irregularidades, para 2000 OO67 y 2006 SQ372, esta teoría no parece ser necesaria, ya que ambos orbitan cerca de los gigantes de gas.

## Descubrimiento
Entre 1932 y 1981, los astrónomos pensaban que solo había una nube: la nube de Oort teorizada por Ernst Öpik y Jan Oort y que junto al cinturón de Kuiper eran las únicas reservas de cometas.
Durante la década de 1980, los astrónomos se dieron cuenta de que la nube principal podría tener una nube interior de entre 3000 UA y 20 000 UA del Sol. La mayoría de las evaluaciones de la población de la nube de Hills dan entre 5 y 10 veces las de la nube exterior, alrededor de 20 000 millones, aunque la cifra podría ser hasta 10 veces mayor.
El principal modelo de "nube interna" fue propuesto en 1981 por el astrónomo JG Hills, quien le dio su nombre.
Sin embargo, la nube de Hills atrajo la atención solo a partir de 1991, cuando los científicos comenzaron a pensar en la teoría de Hill.

## Posibles objetos de la nube de Hills
Los cuerpos en la nube de Hills está hechos principalmente de hielo de agua, metano y amoníaco. Se conocen muchos cometas procedentes de la nube de Hills, tales como cometa Hyakutake. Sin embargo, cuatro están pendientes de catalogar:
| Nombre              | Diámetro (km) | Perihelio (UA) | Afelio (UA) | Descubrimiento |
| ------------------- | ------------- | -------------- | ----------- | -------------- |
| (148209) 2000 CR105 | ~ 253         | 44,3           | 397         | 2000           |
| Sedna               | 1200-1600     | 76,1           | 975         | 2003           |
| 2000 OO67           | 28-87         | 20,8           | 1068,2      | 2000           |
| 2006 SQ372          | 50-100        | 24,17          | 2005,38     | 2006           |

Algunos objetos muy extraños podrían ser parte de la nube de Hills. Una gran cantidad de misterio envuelve a 2008 KV42, con su órbita retrógrada que podría hacer que se originan en la nube Hills, tal vez incluso de la nube de Oort. Lo mismo ocurre con los damocloides, cuyos orígenes están en duda, como 5335 Damocles.

## Enlaces